# Mike Wazowski
Michael "Mike" Wazowski è uno dei due protagonisti dei due film Monsters & Co. e del suo prequel Monsters University, e della serie animata Monsters & Co. la serie - Lavori in corso!, realizzati dai Pixar Animation Studios. Durante la produzione del primo film, Mike non doveva comparire nella pellicola, mentre in un secondo momento fu ideato come assistente di Randall.

## Biografia del personaggio

### Monsters & Co.
Mike è un piccolo mostro verde, dal corpo sferico in cui si distinguono solo un unico grande occhio di colore verde tendente al azzurro, la bocca con i denti a punta, due piccole corna e arti sottili con tre dita dei piedi e quattro dita delle mani. Quanto a personalità è intelligente ed ostinato, un grande lavoratore, con molta fiducia nelle proprie capacità, molto umorismo e una parlantina facile. Lavora da tempo alla Monsters & Co. facendo squadra con l'amico e coinquilino Sulley, che assiste e delle cui prestazioni prende nota, ed è anche fidanzato con Celia, la centralinista dell'azienda. Ha una gran stima dell'amico e tende a ridere per ciò in faccia a Randall Boggs, lo spaventatore più capace e proficuo dell'azienda dopo Sulley, ma nonostante la dedizione al lavoro tende a dimenticare di archiviare le pratiche.
Una sera, dopo il turno di lavoro, mentre Mike esce con Celia, Sullivan porta inavvertitamente una bambina, che in seguito chiamerà Boo, nel mondo dei mostri. Mike, pur dubitando della sicurezza della bambina e temendo di finire nei guai per la presenza di lei, aiuta l'amico a riportare la bimba a casa, ma il duo viene ostacolato da Randall Boggs e da Waternoose, il proprietario della Monsters & Co.: il primo finge di portare a casa la bambina per sistemare tutto, mentre Boo gli serve per un piano con cui inoltre potrà scalzare il rivale dalla classifica dell'azienda, attraverso l'estrattore di urla; il secondo che è suo complice, al sapere che Sulley e Mike tengono Boo con sé e che hanno scoperto il complotto di Randall, rapisce Boo ed esilia Mike e Sulley sull'Himalaya. Mike è furibondo per questo e inizialmente si rifiuta di appoggiare Sulley quando questo vuole tornare a Mostropoli a salvare Boo, prendendo questa idea come un dare più importanza alla bambina che all'amicizia fra i due mostri, ma ci ripensa: i due amici riescono, fortunatamente, a ritornare alla Monsters & Co., salvare Boo e a sconfiggere i due antagonisti. Nel finale, con l'aiuto di Sulley, Mike rivoluziona il sistema di produzione di energia e i mostri diventano pagliacci e giocolieri che entrano nelle camere dei bimbi per farli ridere: in particolare Mike diventa il più divertente dei dipendenti, seguito e assistito peraltro dall'ex assistente di Randall, mentre Sulley diventa il nuovo direttore della centrale. Di nascosto da tutti, poi, nel frattempo Mike ricostruisce da capo la porta della stanza di Boo, che il comitato deputato alla sicurezza di Mostropoli aveva distrutto, e questo permette e Sulley di rincontrare la bambina. Durante i titoli di coda, inoltre, Mike scrive un musical nella recita aziendale in cui racconta a tutti gli avvenimenti del film.

### La nuova macchina di Mike
Nel 2002 è apparso nel corto animato della Pixar intitolato La nuova macchina di Mike (Mike's New Car) che lo vede protagonista, sempre affiancato dall'inseparabile amico Sulley. In questo cortometraggio animato, Mike mostra a Sulley la sua nuova auto. I due mostri, però, hanno difficoltà a controllarla e finiscono per combinare una serie di danni. Nel finale del corto, Mike distrugge per sbaglio la sua nuova vettura, davanti agli occhi di Sulley.

### Monsters University
Mike, fin da piccolo, aspira a diventare un grande spaventatore e di lavorare nella prestigiosa Monsters & Co., la centrale elettrica cittadina che ricava l'energia tramite le urla dei bambini spaventati, nel quale i mostri spaventatori passano attraverso porte speciali che li conducono al mondo degli umani. Per realizzare questo sogno, Mike si iscrive alla Facoltà di Spavento della Monsters University. Qui fa la conoscenza del suo compagno di stanza, l'impacciato Randall Boggs, dello spocchioso James P. Sullivan, e della severa preside Abigail Tritamarmo, la quale non ripone fiducia nelle doti di Mike poiché questo non fa paura. Deciso a dimostrare le sue capacità, Mike inizia a studiare severamente per superare l'esame per verificare il livello di spavento raggiunto dalle matricole, in competizione costante con il talentuoso ma pigro Sullivan. Più tardi si unisce alla scalcinata confraternita Oozma Kappa, scioccato dal fatto che l'amico Randall abbia scelto i capaci ma prepotenti Roar Omega Roar e infastidito dal dover accettare la presenza di un altro membro perché la confraternita possa esistere, Sulley: rifiuta di riconoscere che lui e i compagni della sua confraternita non fanno paura, ma sprona gli amici ad impegnarsi, riuscendo a tenere testa a quasi tutti gli altri gruppi e anche quando i ROR umiliano duramente la Oozma Kappa perché non fanno paura. Una volta, poi, per sollevare il morale dei compagni, li porta di nascosto alla Monsters&Co. a vedere gli spaventatori al lavoro, il che fa capire che spaventare non è questione solo di disciplina, ma che ogni mostro deve conoscere le proprie qualità e svilupparle per metterle a frutto, non esistendo un modo unico di spaventare. Furibondo perché alle Spaventiadi ottiene un buon punteggio solo per un imbroglio di Sulley, si intrufola alla Monsters&Co. e attraversa una porta che dà su un campeggio per ragazzini, provando invano a spaventare questi (che addirittura lo trovano carino, scioccando Mike). Dopo una litigata con Sulley, che lo ha seguito per non farlo finire nei guai, si riappacifica con Sulley e i due, riuscendo a spaventare gli umani, riattivano la porta del campeggio e ritornano a Mostropoli. I due nuovi amici pagano quest'intrusione illegale con la cacciata dall'università, con tutto che le loro doti hanno colpito Tritamarmo, e accettano di lavorare alla Monsters&co: alla fine Mike dimostra di aver fatto le cose giuste, anche senza far paura, in quanto pur non facendo paura mette a frutto le sue conoscenze e voglia di lavorare, diventando l'assistente e allenatore del futuro miglior Spaventatore della Monsters&Co., Sullivan.

### Centro Feste
In questo secondo cortometraggio animato del 2013, ambientato subito dopo gli eventi di Monsters University, Mike e Sulley fanno ritorno alla confraternita Oozma Kappa per organizzare una grande festa, finendo per spaventare una coppia di coniugi nella propria camera da letto.

### Kingdom Hearts III
Mike e Sulley riportano Boo a Mostropoli per poterci giocare di nuovo insieme, in quel momento però arrivarono tre visitatori: Sora, Paperino e Pippo, i quali pensavano che la bambina era in pericolo, ma una volta spiegato il malinteso, il gruppo si ritrovò attaccato dalle strane creature, e dopo aver messo al sicuro Boo, i cinque le affrontano. Paperino e Pippo ricordano che esse si chiamano Nesciens ed assieme a Sora, dicono di essere degli sterminatori di quelle creature moleste, nominandosi come i "Disinfestatori". Capendo il pericolo, Sulley decide di riportare Boo a casa, ma arrivati al reparto spaventi, vedono con orrore svariati Nesciens usare le porte per entrare in altri mondi per spaventare i bambini, mentre la porta di Boo, era stata portata in magazzino, e decidono di raggiungerla. Dopo aver attraversato una falsa porta di Boo, che li ha condotti alla fabbrica, Mike e Sulley scoprono che Randall era tornato grazie ad un tizio in soprabito nero, ed il mostro rivela loro che aveva intenzione di vendicarsi e di usare la tristezza come fonte energetica inesauribile, traumatizzando per sempre i bambini, per poi sparire. A quel punto avanzano per la fabbrica superando Heartless, Nesciens, meccanismi manomessi da Randall e porte chiuse (quest'ultime grazie alle risate di Boo), finché Randall non si ripresenta a loro, minacciandoli con un macchinario misterioso, il quale però non funziona e Randall dunque scappa furibondo. Usciti dalla fabbrica, il gruppo scopre con orrore che gli Heartless ed i Nesciens avevano scatenato un incendio, perciò aiutano gli Agenti del CDA a spegnerlo e a distruggere i vari nemici, per poi cercare di trovare la porta di Boo e tornare al magazzino del reparto spaventi. Randall però li attese per mandargli contro il proprio meccanismo, ora trasformato in un Nesciens: Grumo d'Orrore, che riescono a distruggere. Con i malefici piani di vendetta di Randall mandati in fumo, Mike e Sulley lo esiliano dalla stessa porta ricostruita per la seconda volta, mentre Sora la fa sparire magicamente chiudendola con il proprio Keyblade. Subito dopo trovano finalmente la porta di Boo, ma essa viene richiamata al reparto spaventi. Arrivati a destinazione scoprono che un tizio in soprabito nero li aspettava, e si presenta come Vanitas. Esso conferma di essere la fonte di tutti i Nesciens e di essersi alleato con Randall in modo che i suoi Nesciens potessero raccogliere urla e tristezza per ricostruire il suo cuore fratturato, ma rivela di avere ancora bisogno del cuore di Ventus, nascosto dentro Sora. Sulley dunque spaventa il malvagio Vanitas e con l'aiuto di Mike lo getta dentro una porta per Arendelle, in seguito butta la porta in altre porte per poi distruggere l'ultima porta. Con la situazione finalmente risolta, il duo e il trio salutano Boo che viene riportata nel suo mondo, subito dopo il caro Sora e gli altri salutano Mike e Sulley per riprendere la loro avventura. Giorni dopo, Sora, Paperino e Pippo fecero ritorno a Mostropoli e Mike e Sulley li aiutano a cercare un portale pericoloso comparso di recente. Il gruppo trova il portale e distruggono la Torre Demoniaca, evocata dal portale. Poi Sora e gli altri procedettero con il loro viaggio. Quando la disperata lotta finale contro il malvagio Maestro Xehanort e l'Organizzazione XIII giunse al termine, Mike e Sulley ripresero a giocare insieme a Boo, portandola ogni tanto nel loro mondo per poi riportarla a casa.

### Monsters & Co. la serie - Lavori in corso!
La serie ha inizio subito dopo l'arresto di Waternoose, al che Sulley, sulla base dell'esperienza vissuta, ha l'idea di salvare la Monsters & Co. dalla chiusura e la città dalla crisi energetica ricorrendo non più alle urla ma alle risate dei bambini. Sulley e Mike cominciano a riassestare l'attività dell'azienda e in più vengono messi dalle autorità a capo di questa, con sorpresa di entrambi: in particolare Mike ne è compiaciuto e fra le altre cose promuove Celia da receptionist a direttrice di un reparto risate. Mike inoltre crea un corso di comicità per tutti i nuovi arrivati, che anche Tylor frequenta, con dimostrazioni del corso alla fine di quasi tutte le puntate, non venendo sempre capito dai frequentatori del corso e con ed effetti anche inaspettati a volte.

## Concezione e sviluppo
Il 6 aprile 1998 gli autori del film Monsters & Co. decisero di affiancare a Sullivan un compagno di avventure. Il primo abbozzo di questo nuovo personaggio venne realizzato velocemente da Ricky Nierva e subito colpì il regista Pete Docter a tal punto da lasciarlo immutato. Il nome Mike venne scelto da Docter, in onore del padre del suo amico Frank Oz, anch'egli regista. Nelle prime idee degli autori, Mike non doveva essere l'assistente di Sulley, bensì di Randall. Sulley all'epoca era chiamato Johnson e non aveva Mike al suo fianco. Quando gli autori decisero di affiancare Sulley a Mike, quest'ultimo divenne ben presto un personaggio fondamentale per la pellicola. In origine, Mike non doveva avere le braccia, ma solo le gambe. Tuttavia, a causa di difficoltà tecniche, le braccia furono aggiunte in un secondo momento.
Il 29 marzo 2011 la Pixar annuncia che Mike sarà il protagonista del prequel di Monsters & Co., Monsters University, uscito nel 2013, e che esplora la storia di Mike e il suo primo incontro con l'iniziale rivale Sulley. Nel film sarebbero dovuti comparire i genitori di Mike, ma questi furono poi scartati nell'ultima sceneggiatura. Rispetto al primo film, in questa seconda avventura, i personaggi di Mike e Sulley sono simili a quelli del film originale, ma più magri e ispidi, essendo molto più giovani.
Il prequel del film presuppone che Mike e Sulley si siano conosciuti all'università. Tuttavia, in Monsters & Co., Mike dichiara a Sulley "sei geloso del mio aspetto sin dalla quarta elementare", lasciando intuire che i due si conoscano prima dei loro anni all'università. Dan Scanlon, regista del secondo film, ha spiegato questa incongruenza tra le due pellicole dicendo:
 Tuttavia hanno poi confermato che in Monsters & Co. Mike stava solo scherzando.
La voce del personaggio è di Billy Crystal, sia nel primo che nel secondo film. Crystal venne contattato in origine dalla Pixar per doppiare il personaggio di Buzz Lightyear della saga di Toy Story. John Goodman (voce di Sulley) e Billy Crystal molto spesso registravano le voci dei loro personaggi nella stessa stanza, una cosa insolita nei film d'animazione, dove gli attori lavoravano pressoché da soli Noah Johnston doppia, invece, il personaggio da bambino nella sequenza di apertura di Monsters University. In Italia, nel primo film, invece, la voce di Mike è affidata allo storico doppiatore Tonino Accolla. A causa del decesso di Accolla dopo una lunga malattia, dalla produzione di Monsters University in poi Mike è doppiato da Sandro Acerbo.

## Accoglienza
L'influenza di Mike nella commedia e nella cultura è stata importante. È stato posizionato al 23º posto nella classifica dei 50 Migliori Personaggi Animati pubblicata da Empire Online. Sempre Empire Online lo ha classificato al 2º posto nella classifica dei 20 Migliori Personaggi della Pixar. Il sito Ranker lo ha classificato al 4º posto nella classifica dei Migliori Personaggi della Pixar, mentre il sito Total Film lo ha classificato al 3º posto nella classifica dei 50 Migliori Personaggi della Pixar di tutti i tempi.
Un anno dopo l'uscita del primo film, Stanley Mouse ha intentato una causa contro la Pixar e la Disney in cui ha affermato che i personaggi di Mike e Sulley erano basati su alcuni disegni di Excuse My Dust, un film che aveva cercato di vendere a Hollywood nel 1998. In risposta a questa accusa, la Disney ha risposto che i personaggi di Monsters, Inc. sono stati sviluppati in modo indipendente dai team creativi della Pixar e della Walt Disney Pictures, e che non violavano i diritti di copyright di nessuno.
Il personaggio compare in numerosi videogiochi e linee di giocattoli bastati sulla saga di Monsters & Co. Nel 2002 è apparso in un manga di Monsters & Co. scritto e disegnato da Hiromi Yamafuji. Nel 2009 è comparso in una mini-serie di quattro numeri che prosegue le avventure di Mike e Sulley dopo il primo film. Questa mini-serie si concentra sul lavoro quotidiano di Mike e Sulley, ostacolati da Randall e Waternoose, intenzionati a vendicarsi di loro, e di un bambino umano che si scoprirà essere Sid Phillips della saga di Toy Story. Nonostante ciò questa mini-serie non è considerata canonica. Mike Wazowski fa un cameo nel film Alla ricerca di Nemo verso la fine dei titoli di coda, mentre nuota sullo sfondo provvisto di maschera subacquea, boccaglio e pinne. Una versione automobilistica di Mike compare nella serie Cars Toons. Un pupazzo di Mike compare brevemente nel film WALL•E. A fine aprile 2013, la sfera gigante Spaceship Earth del parco Epcot è stata trasformata in un gigantesco Mike Wazowski parlante, al fine di promuovere l'uscita di Monsters University.
Nella cultura di massa il personaggio di Mike è famoso specialmente per una meme nella quale il suo viso è rimpiazzato con quello del suo compagno Sulley in una delle scene finali del film Monsters & Co.